# Ögonbrynsspindel
Ögonbrynsspindel (Saloca diceros) är en spindelart som först beskrevs av O. Pickard-Cambridge 1871.  Ögonbrynsspindel ingår i släktet Saloca och familjen täckvävarspindlar. Arten är reproducerande i Sverige. Inga underarter finns listade i Catalogue of Life.